# Фик, Игнаций
Игнаций Фик (пол. Ignacy Fik; 4 апреля 1904, Пшецишув (ныне Освенцимский повят, Малопольское воеводство, Польши) — 26 ноября 1942, Краков) — польский поэт, публицист, литературный критик, деятель коммунистического движения.

## Биография
Родился в семье театрального критика и историка. Во время второй мировой войны действовал в подполье. Вместе с женой Х. Москвянкой в условиях оккупации создал коммунистическую группу «R» (Революция). Редактировал в Кракове нелегальную газету «Народная Польша» (пол. «Polska Ludowa»), позже был одним из редакторов газеты «Народная трибуна» (пол. «Trybunа Ludowа»).
Принимал участие в работе Тайного университета и подпольной культурной жизни в Кракове.
В октябре 1942 был арестован гестапо, подвергся пыткам, после мучительного следствия в тюрьме Монтелюпих во время массовой казни в ноябре был расстрелян.

## Творчество
Игнаций Фик — автор многих поэтических сборников, публицистических и историко-литературных произведений. В качестве литературного критика сотрудничал в изданиях левой ориентации («Nasz Wyraz», «Sygnały»).

## Избранные произведения
- Uwagi nad jez̨ykiem Cyprjana Norwida (1930)
- Kłamstwa lustra (1931)
- Plakaty na murze (1936)
- Dwadzieścia lat literatury polskiej (1939)
- Rodowód społeczny literatury polskiej (1938)
- 20 lat literatury polskiej, 1918—1938 (1938)
- Wiersze (1954)
- Wybór pism krytycznych (1961)
- O żywą treść demokracji (1988)

## Награды
- Орден «Крест Грюнвальда» II степени (посмертно, 1948)